# UFC 179
UFC 179: Aldo vs. Mendes 2 è un evento di arti marziali miste tenuto dalla Ultimate Fighting Championship che si svolgerà il 25 ottobre 2014 al Ginásio do Maracanãzinho di Rio de Janeiro, in Brasile.

## Retroscena
Il Main Event prevede il rematch per il titolo dei pesi piuma della UFC, tra il campione José Aldo e il contendente numero uno Chad Mendes. Il primo incontro tenutosi ad UFC 142, venne vinto da Aldo per KO al primo round. Questo rematch doveva inizialmente svolgersi il 2 agosto ad UFC 176 ma, a causa di un infortunio subito da Aldo, venne spostato per questo evento.
Jeremy Stephens doveva affrontare Lucas Martins. Tuttavia, il manager di Stephens decise di non farlo combattere e quindi venne sostituito da Darren Elkins.
Fabricio Camoes doveva vedersela contro Josh Shocklet. Successivamente Shockley subì un infortunio e venne rimpiazzato da Tony Martin.
Beneil Dariush doveva affrontare Alan Patrick. Tuttavia, Patrick fu costretto a rinunciare all'incontro a causa di una frattura alla mascella subita durante l'allenamento. Dariush dovrà quindi affrontare Carlos Diego Ferreira.
Durante la verifica del peso, tre lottatori non rientrarono nei limiti: Scott Jorgensen, Fabricio Camoes e Tony Martin. A nessuno dei tre venne dato del tempo extra per poter perdere peso, quindi i loro incontri divennero dei catchweight match con un'ulteriore riduzione dello stipendio del 20%.
Con la vittoria in questo evento Neil Magny eguagliò il record di Roger Huerta del 2007, ovvero il record del maggior numero di vittorie nell'arco di un anno solare in UFC dell'era Zuffa con 5 vittorie nel solo 2014.

## Risultati
|                                                   | Divisione             |                 |                 |                       | Metodo                                      | Round           | Tempo           | Premio          |
| Card principale                                   | Card principale       | Card principale | Card principale | Card principale       | Card principale                             | Card principale | Card principale | Card principale |
| ------------------------------------------------- | --------------------- | --------------- | --------------- | --------------------- | ------------------------------------------- | --------------- | --------------- | --------------- |
| Sfida valida per il titolo di campione indiscusso | Pesi Piuma            | José Aldo (c)   | batte           | Chad Mendes           | Decisione unanime (49-46, 49-46, 49-46)     | 5               | 5:00            | FOTN            |
|                                                   | Pesi Mediomassimi     | Phil Davis      | batte           | Glover Teixeira       | Decisione unanime (30-27, 30-27, 30-27)     | 3               | 5:00            |                 |
|                                                   | Pesi Mediomassimi     | Fábio Maldonado | batte           | Hans Stringer         | KO Tecnico (pugni)                          | 2               | 4:06            | POTN            |
|                                                   | Pesi Piuma            | Darren Elkins   | batte           | Lucas Martins         | Decisione non unanime (27-30, 30-27, 30-27) | 3               | 5:00            |                 |
|                                                   | Pesi Leggeri          | Beneil Dariush  | batte           | Carlos Diego Ferreira | Decisione unanime (30-27, 30-27, 30-27)     | 3               | 5:00            |                 |
| Card preliminare                                  |                       |                 |                 |                       |                                             |                 |                 |                 |
|                                                   | Pesi Welter           | Neil Magny      | batte           | William Macario       | KO Tecnico (pugni)                          | 3               | 2:40            |                 |
|                                                   | Pesi Leggeri          | Yan Cabral      | batte           | Naoyuki Kotani        | Sottomissione (rear naked choke)            | 2               | 3:06            |                 |
|                                                   | Catchweight (58 kg)   | Wilson Reis     | batte           | Scott Jorgensen       | Sottomissione (triangolo di braccio)        | 1               | 3:28            |                 |
|                                                   | Pesi Piuma            | Andre Fili      | batte           | Felipe Arantes        | Decisione unanime (29-28, 29-28, 29-28)     | 3               | 5:00            |                 |
|                                                   | Pesi Leggeri          | Gilbert Burns   | batte           | Christos Giagos       | Sottomissione (armbar)                      | 1               | 4:57            | POTN            |
|                                                   | Catchweight (71,7 kg) | Tony Martin     | batte           | Fabrício Camões       | Sottomissione (kimura)                      | 1               | 4:16            |                 |

## Premi
I lottatori premiati ricevettero un bonus di 50.000 dollari.
Legenda:
- FOTN: Fight of the Night (vengono premiati entrambi gli atleti per il miglior incontro dell'evento)
- POTN: Performance of the Night (viene premiato il vincitore per la migliore performance dell'evento)

## Incontri Annullati
|  | Divisione    |                 |        |               | Motivo                                               |
|  | ------------ | --------------- | ------ | ------------- | ---------------------------------------------------- |
|  | Pesi Piuma   | Jeremy Stephens | contro | Lucas Martins | Il manager di Stephens decise di non farlo competere |
|  | Pesi Leggeri | Fabrício Camões | contro | Josh Shockley | Shockley subì un infortunio                          |
|  | Pesi Leggeri | Beneil Dariush  | contro | Alan Patrick  | Patrick subì un infortunio                           |